# Теории психического развития как созревания
Тео́рии психи́ческого разви́тия как созрева́ния (Тео́рии созрева́ния) — подходы, рассматривающие психическое развитие человека от рождения до периода достижения определенной зрелости (18 лет) как эндогенный процесс, обусловленный биологическим созреванием различных мозговых структур, которое соответствует врожденной наследственной программе. Последовательность и содержание психического развития полностью зависит и определяется последовательностью и динамикой развития различных отделов центральной нервной системы. 
Важным элементом данных теорий является выдвинутая А. Гезеллом периодизация психического развития ребёнка от рождения до 18 лет, впервые представленная в 1925 году и развиваемая им в течение 50 лет . Исследования детского развития им проводились преимущественно в Йельской клинике детского развития, основанной им же в 1911 году. В основе развития стоит принцип созревания биологических структур в организме и постепенное замедление темпов психического развития ребёнка. Теория Гезелла оказала большое влияние на методы воспитания и обучения детей дошкольного и младшего школьного возраста.

## Различные представители теорий психического развития как созревания

### Теория рекапитуляции С. Холла
По мнению С. Холла, в основе психического развития лежит биогенетический закон, который был сформулирован Э. Гекклелем: «онтогенез есть краткое и быстрое повторение филогенеза». Но в отличие от Геккеля, который распространял свой закон на человека в период эмбрионального развития, Холл перенес данный закон на весь онтогенез человека: «онтогенетическое развитие психики ребёнка есть краткое повторение всех стадий филогенетического развития психики человека».
Неожиданные пробуждения детей ночью в страхе автор объяснял историческим атавизмом, переносом ребёнка в более ранние этапы развития Homo sapiens, когда основным местом обитания человека выступали лесные массивы, где ему приходилось постоянно быть настороже и отовсюду ожидать опасностей. Развитие рисуночной деятельности у детей Холл рассматривал как стадии развития изобразительного искусства в истории человечества.

### Теория трёх ступеней детского развития К. Бюлера
К. Бюлер в рамках данного подхода предложил Теорию трёх ступеней детского развития, согласно которой каждый ребёнок проходит в своем психическом развитии три различных стадии, которые отождествлялись как для отногенетического, так и для филогенетического развития психики вообще.
Стадии развития по К. Бюлеру:
1. Инстинкт (от рождения до 6 месяцев) — все формы человеческого поведения являются врожденными, идентичны у всех представителей вида и обеспечивают узкую степень адаптации.
2. Дрессура (от 6 месяцев до 1 года) — для овладения необходимо научение; адаптация в пределах опыта, узкая область переноса.
3. Интеллект (от 1 года и старше) — становится доступным лишь на определенной стадии развития центральной нервной системы, обеспечивает неограниченные возможности адаптации организма[5].

Основной движущей силой в теории К. Бюллера выступает закон о перемещении удовольствия. Согласно данному закону на всех трех стадиях происходит процесс переноса удовольствия от этапа завершения действия на первой стадии развития, к получению удовольствия от самого процесса на второй стадии и процесса предвосхищения удовольствия на третьей стадии. Данный принцип по мнению автора и является главной движущей силой развития.

### Теория речевого развития Н. Хомского
Теория речевого развития Н. Хомского является одним из наиболее значимых современных представителей теорий психического развития как созревания. По мнению автора в головном мозге существуют наследственные врожденные лингвистические структуры. Эти структуры содержат в себе модель грамматики и синтаксиса речи очень высокого уровня обобщения, задающая общую модель независимо от конкретного языка. Врожденные лингвистические структуры актуализируются лишь в момент созревания речевых зон коры больших полушарий к концу первого года жизни. Период созревания речевых структур от 1 года до 3 лет является сенситивным для развития речи и после этого возраста темп овладения языком у ребёнка резко снижается. Если в данный период ребёнок огражден от воздействия языковой среды, то после сенситивного периода для развития речи даже обогащенная языковая среда и специальное обучение не позволяют корригировать в полной мере речевые задержки.
В данном подходе учитывается роль среды в психическом развитии человека, которая выполняет три основных функции:
1. Среда как пусковой механизм для врожденных лингвистических структур;
2. Обеспечение языковым материалом;
3. Конкретный язык, на котором будет говорить ребёнок.

Наследственной, в свою очередь определяет последовательность, стадии и конечный результат овладения ребёнком речью.

## Подход А. Гезелла

### Критерии периодизации и методы изучения А. Гезелла
А. Гезелла, как и его учителя Г. С. Холла особенно интересовало, как изменяется детское поведение по мере взросления ребёнка. Целью его исследований было составление примерного временного графика появления конкретных форм психической активности, начиная с двигательных умений ребёнка, предпочтений в игре и обучении, интеллектуальные интересы. Гезеллу хотелось узнать зависимость психического развития от созревания нервной системы, неравномерность психического развития, замедление его темпа на протяжении детства. По мнению Гезелла людям присуща врожденная тенденция к оптимальному развитию.
Теория созревания утверждает, что хотя социальная и культурная среда ребёнка также играет роль в его развитии, эти социализирующие силы наиболее эффективны, когда они гармонируют с внутренним графиком созревания. Гезелл выступал против попыток научить детей вещам, опережающим их график развития, утверждая, что как только нервная система достаточно созреет, ребёнок начнет выполнять такие задачи, как сидение, ходьба и разговор, исходя из собственных внутренних побуждений.
Изучение проводилось при помощи следующих методов: наблюдение с фото и видео фиксацией, различного рода тесты, опросы родителей, сравнение развития близнецов. Является создателем одного из лонгитюдных методов в психологии — библиографически-лабораторного метода. Использовал зеркало, помогающее наблюдать поведение и деятельность ребёнка в условиях, приближенных к естественным. Проводил исследование детей от рождения до подросткового возраста при помощи метода повторяющихся срезов. Автором был составлен Атлас поведения младенцев из 3200 фотографий описывающий феноменологию развития детей до 16 лет (нормы развития речи, моторики, поведения). Система тестов Гезелла составила основы практической диагностики психического развития ребёнка в рамках нормативного подхода.

### Периодизация детского развития Гезелла
Предметом периодизации выступает содержание и темпы психического развития от рождения и до полового созревания.
Основным законом развития выступает следующий механизм: темп психического развития наиболее высок и достижения наиболее значительны в первые года жизни; по мере взросления ребёнка происходит замедление, затухание скорости развития.
Гезеллом была выделена следующая периодизация детского развития по критерию изменения внутреннего темпа роста:
- Первый период: от рождения до 1 года характеризуется наиболее высоким темпом развития и приростом поведения;
- Второй период: от 1 года до 3 лет - средний темп психического развития;
- Третий период: от 3 лет до 18 лет — низкий темп психического развития.

Автор акцентировал свое внимание на изучении раннего детства. Развитие им понималось как форма адаптации к среде, основанная на биологических факторах созревания организма.

### Шкалы психомоторного развития
Гезелл заметил, что созревание всегда происходит в фиксированной последовательности: сердце эмбриона всегда является первым развивающимся органом, затем центральная нервная система (головной и спинной мозг), а затем периферические органы. После рождения младенцы сначала получают контроль над своими губами и языком, затем над движениями глаз, а затем над шеей, плечами, руками, пальцами, ногами и ступнями. Как в пренатальном, так и в постнатальном развитии существует генетическая цефалокаудальная тенденция (с головы до ног)
В 1925 году Гезеллом были впервые выделены шкалы психомоторного развития. Методика была рассчитана на изучение детей в возрасте от рождения до 6 лет. На первом году жизни тестовые карты позволяют следить за развитием ребёнка с интервалом в 4 недели, на втором году — в 3 месяца, начиная с третьего года жизни — раз в полугодие.
Оценка психомоторного развития производилась по пяти областям:
1. адаптивное поведение: восприятие взаимоотношений частей целого, их интеграцию; координацию движений глаз и рук в достижении и захватывании предметов; использование моторных возможностей для достижения практических целей; способность приспосабливаться к новым обстоятельствам и действовать в них на основании имеющегося опыта;
2. грубая моторика: постуральные реакции (двигательные реакции, поддерживающие равновесие тела при изменении его позы), удержание головы, сидение, стояние, ползание и ходьба;
3. тонкая моторика: использование руки и пальцев в схватывании и манипулировании с объектами;
4. речевое развитие включает все видимые и звуковые формы коммуникации: выражение лица, жесты, вокализацию, слова, фразу и предложения.
5. социализация личности отражает реакции ребёнка на социально-культурное окружение[5].

### Критика
Современные критики Гезелла отмечают, что он уделял слишком много внимания созреванию и недостаточно факторам окружающей среды, обучению. Критика также включает в себя то, что стадии его развития подразумевают слишком много единообразия, как будто все дети проходят стадии в одном и том же возрасте. Абсолютизация нормативов психического развития, перенос данных, полученных на детях среднего класса на все остальные социально-экономические категории.
Современное исследование поставило под сомнение возрастные нормы Гезелла, показав, что у новорожденных может быть больше способностей, чем сообщалось, и что картина развития Гезелла может быть слишком медленной. Новорожденные оказались намного «умнее», чем первоначально сообщал Гезелл, демонстрируя передовые способности в раннем возрасте. Несмотря на многочисленные критические замечания, педиатры и специалисты по младенцам по-прежнему используют нормы Гезелла, чтобы помочь им определить, что младенцы должны уметь делать в разном возрасте.
Отечественные психологи также выделяют ряд недостатков подобного рода теорий. Л. С. Выготский пишет о том, что одним из главных недостатков данного рода теорий выступает стремление биологизировать процесс психического развития человека, рассматривать его как подчиненное общим закономерностям онтогенетического развития всех животных видов, не выделяя при этом качественное своеобразия онтогенеза именно человека. А. Н. Леонтьев делает акцент на недостаточный учет роли среды, в том числе социальной, как источника развития, задающего социально детерминированные формы высших психических способностей. Д. Б. Эльконин как один из самых выдающихся представителей отечественной психологии в направлении педагогической психологии отмечает в качестве существенного недостатка игнорирование как активной деятельности самого субъекта, так и обучения, обеспечивающих присвоение и интериоризацию этих способностей.